# Broadview (Illinois)
Broadview é uma aldeia localizada no estado americano de Illinois, no Condado de Cook.

## Demografia
Segundo o censo americano de 2000, a sua população era de 8264 habitantes.
Em 2006, foi estimada uma população de 7763, um decréscimo de 501 (-6.1%).

## Geografia
De acordo com o United States Census Bureau tem uma área de 4,6 km², dos quais 4,6 km² cobertos por terra e 0,0 km² cobertos por água.

## Localidades na vizinhança
O diagrama seguinte representa as localidades num raio de 4 km ao redor de Broadview. 